# Bãi Utah
Utah, hay Bãi Utah, là định danh của một trong năm khu vực đổ bộ của quân đội Đồng Minh trong Chiến dịch Neptune, chiến dịch đổ bộ đường biển kết hợp đường không của Chiến dịch Overlord, ngày 6 tháng 6 năm 1944 (Ngày D) trong Chiến tranh thế giới thứ hai. Là bãi biển ở điểm cực tây tại khu vực Normandie, Utah nằm trên Bán đảo Cotentin, ở phía tây cửa sông Douve và sông Vire. Cuộc đổ bộ vào Utah được thực hiện bởi quân đội Hoa Kỳ, với các tàu vận tải chở quân, tàu quét mìn và hạm đội hỗ trợ bắn phá bãi biển của Hải quân và Tuần Duyên Hoa Kỳ, cùng với các đơn vị tàu chiến của Anh, Hà Lan và các nước Đồng Minh khác.
Mục tiêu tại Utah là chiếm giữ bãi biển ở Bán đảo Cotentin, một vị trí quan trọng đối với hệ thống cảng biển ở Cherbourg. Cuộc đổ bộ phần lớn được thực hiện bởi Sư đoàn Bộ binh số 4 Hoa Kỳ và Tiểu đoàn Xe tăng 70, với sự hỗ trợ của hai đơn vị lính dù là Sư đoàn Không vận 82 và 101. Ý định ban đầu là nhanh chóng phong tỏa Bán đảo Cotentin, ngăn quân Đức tăng viện cho Cherbourg, và chiếm cảng Cherbourg càng nhanh càng tốt. Utah, cùng với Bãi Sword ở sườn phía đông, đã được xem xét trong một kế hoạch xâm lược vào tháng 12 năm 1943. Tuy nhiên những thay đổi liên tục đã tăng gấp đôi quy mô của chiến dịch và phải trì hoãn kéo dài nhiều tháng để có thể tập hợp thêm tàu đổ bộ và lực lượng ở Anh. Lực lượng quân Đồng minh tấn công Utah phải đối mặt với hai tiểu đoàn của Trung đoàn 919, một bộ phận của Sư đoàn Bộ binh 709. Trong khi việc nâng cấp và cải tạo các công sự đang được thực hiện dưới sự lãnh đạo của Thống chế Erwin Rommel, bắt đầu từ tháng 10 năm 1943, các binh sĩ được giao nhiệm vụ bảo vệ khu vực này chủ yếu là lính không mang gốc Đức, lính nghĩa vụ và được trang bị kém.
Ngày D ở Utah bắt đầu lúc 01:30, khi đợt lính dù đầu tiên xâm nhập vào với nhiệm vụ chiếm giữ các giao lộ quan trọng ở Sainte-Mère-Église, và kiểm soát tuyến hành lang di chuyển qua các khu vực bị ngập phía sau Utah để quân đổ bộ từ bãi biển có thể tiến vào. Trong khi nhiều mục tiêu được lính dù hoàn thành nhanh chóng, nhiều đơn vị lính dù được thả sai vị trí và đáp ở khu vực xa hơn vị trí dự tính ban đầu, khiến họ không thể hoàn thành được nhiệm vụ trong ngày đầu tiên. Trên bãi biển, bộ binh và xe tăng đổ bộ thành bốn đợt riêng biệt và bắt đầu lúc 06:30. Họ nhanh chóng chiếm được các khu vực bãi biển với thương vong tối thiểu. Các đơn vị công binh bắt đầu làm việc để dọn dẹp khu vực chướng ngại vật và mìn để mở đường cho những đợt tiếp viện khác tiếp tục tiến vào. Vào cuối Ngày D, lực lượng Đồng minh mới chỉ chiếm được khoảng một nửa khu vực dự kiến và lực lượng phòng ngự của Đức vẫn còn, nhưng khu vực bãi biển đã được đảm bảo an toàn.
Utah là bãi biển có mức thương vong của quân Đồng Minh thấp nhất trong toàn bộ năm bãi đổ bộ của Chiến dịch Overlord. Sư đoàn Bộ binh số 4 đã đổ bộ hơn 21.000 lính vào Utah và chỉ chịu thương vong 197 người. Các đơn vị lính dù và đơn vị chuyên chở bằng tàu lượn đã đổ bộ 14.000 lính với thương vong khoảng 2.500 người. Khoảng 700 thương vong khác xuất phát từ các đơn vị công binh, Tiểu đoàn Xe tăng số 70 và các tàu bị đánh chìm bởi hỏa lực pháo binh của Đức. Thương vong của quân Đức chưa rõ. Cherboung bị chiếm ngày 26 tháng 6, nhưng phần lớn cơ sở vật chất trong cảng đều đã bị người Đức phá hủy trước khi đầu hàng quân Đồng Minh. Phải đến tháng 9 năm 1944, Cherbourg mới quay trở lại hoạt động.

## Kế hoạch của quân Đồng Minh
Quyết định vượt biển để thực hiện một cuộc đổ bộ vào châu Âu trong năm tiếp theo đã được nêu ra tại Hội nghị Trident tại Washington, tháng 5 năm 1943. Phe Đồng Minh ban đầu dự định sẽ độ bộ vào ngày 1 tháng 5 năm 1944, và bản thảo về chiến dịch đã được chấp thuận tại Hội nghị Quebec vào tháng 8 năm 1943. Đại tướng Dwight D. Eisenhower được bổ nhiệm làm Tư lệnh Tối cao của Lực lượng Viễn chinh Đồng minh (SHAEF) và Thống chế Bernard Montgomery được bộ nhiệm làm chỉ huy Cụm tập đoàn quân số 21, bao gồm toàn bộ lực lượng mặt đất sẽ tham gia vào chiến dịch xâm lược.
Ngày 31 tháng 12 năm 1943, Eisenhower và Montgomery xem qua bản thảo đầu tiên của chiến dịch, sẽ bao gồm ba sư đoàn bộ binh và 2/3 lực lượng của một sư đoàn không vận để thực hiện cuộc đổ bộ. Hai vị tướng lập tức đề nghị mở rộng quy mô lực lượng lên năm sư đoàn bộ binh và ba sư đoàn không vận, để có thể tiến hành chiến dịch trên mặt trận rộng hơn. Quy mô mặt trận được tăng lên từ 40 km lên 80 km, sẽ giúp việc vận chuyển binh lính, trang thiết bị và hàng hóa lên bờ nhanh hơn, và sẽ khiến quân Đức khó triển khai phòng thủ và đẩy nhanh tiến độ chiếm đóng cảng ở Cherboug. Eisenhower và Trung tướng Omar Bradley đã chọn bãi Utah cho Quân đoàn VII. Thiếu tướng Joseph L. Collins, người từng tham gia vào các chiến dịch đổ bộ ở Mặt trận Thái Bình Dương, sẽ thay thế Thiếu tướng Roscoe Woodruff làm chỉ huy Quân đoàn VII.

Bản đồ ghi lại vị trí bãi đổ bộ và các đơn vị đổ bộ trong Ngày D của Chiến dịch Neptune. Bãi Utah nằm ở ngoài cùng bên trái.

Khu vực bờ biển của Normandie được chia thành 17 phân khu, với định danh theo bảng chữ cái - từ Able (A) ở phía tây Omaha tới Roger (R) ở sườn phía đông của Sword. Utah ban đầu được định danh là "Yoke" và Omaha là "X-ray" theo bảng chữ cái phiên âm. Tên của hai bãi biển sau được đổi lại thành "Utah" và "Omaha" theo gợi ý của tướng Bradley. Thêm tám khu vực đổ bộ nữa được thêm vào khi Bộ chỉ huy mở rộng kế hoạch đổ bộ, bao gồm cả Utah. Các phân khu sẽ được chia thành các bãi biển được xác định bằng các màu Xanh lá cây (Green), Đỏ (Red) và Trắng (White).
Utah, cực tây của năm bãi đổ bộ, nằm trên Bán đảo Cotentin, phía tây cửa sông Douve và sông Vire. Địa hình giữa hai bãi Utah và Omaha lân cận là đầm lầy và rất khó để băng qua, đồng nghĩa với việc quân đổ bộ vào Utah sẽ bị dễ dàng bị cô lập. Người Đức đã làm ngập các khu vực đồng ruộng ở phía sau Utah, khiến đoạn đường di chuyển vào trong đất liền bị thu hẹp lại còn một vài con đường đắp cao và hẹp. Để đảm bảo khu vực trong đất liền cho quân đổ bộ ở bãi biển, nhanh chóng phong tỏa Bán đảo Cotentin và ngăn chặn quân Đức củng cố lực lượng tại cảng  Cherbourg, hai sư đoàn không vận đã được chỉ định đổ bộ vào đất Pháp trong những giờ đầu của chiến dịch.
Việc mở rộng quy mô chiến dịch đồng nghĩa với việc phải cung cấp thêm tàu đổ bộ và máy bay chở quân, khiến cuộc xâm lược bị trì hoãn đến tháng 6. Việc sản xuất tàu đổ bộ được đẩy mạnh vào cuối năm 1943 và tiếp tục vào đầu năm 1944, và phải chuyển các tàu đổ bộ có sẵn từ các mặt trận khác về Anh. Hơn 600 máy bay vận tải Douglas C-47 Skytrain và phi hành đoàn đã bay đến Anh vào đầu năm 1944 từ Căn cứ Không lực Lục quân Baer, Indiana, nâng số lượng máy bay chở quân hiện có lên hơn một nghìn chiếc.

### Kế hoạch tấn công
Cuộc đổ bộ bằng đường biển vào Utah sẽ được thực hiện sau đợt đổ bộ bằng đường không tại Bán đảo Cotentin vào lúc nửa đêm. Cuộc pháo kích kéo dài 40 phút sẽ được bắt đầu lúc 05:50 và sau đó là các đợt ném bom của máy bay Đồng minh, dự tính diễn ra từ 06:09 tới 06:27.
Đổ bộ bằng đường biển được chia làm bốn đợt, bắt đầu lúc 06:30. Đợt đầu tiên bao gồm 20 xuồng đổ bộ LCVP (Landing Craft, Vehicle, Personnel) chở bốn đại đội của Trung đoàn Bộ binh số 8. 10 xuồng ở mạn phải sẽ đổ bộ vào khu vực Tare Green, đối diện với cứ điểm Les Dunes de Varreville, 10 xuồng ở mạn trái sẽ đổ bộ vào khu Uncle Red, cách đó khoảng 910 m về phía nam. Tám xuồng LCT (Landing Craft Tank), mỗi xuồng chở theo bốn xe tăng Sherman "Duplex Drive" - Sherman DD thuộc Tiểu đoàn Xe tăng 70, sẽ đổ bộ trước lực lượng bộ binh vài phút.
Đợt thứ hai, bắt đầu lúc 06:35, bao gồm 32 xuồng LCVP, chở theo 4 đại đội còn lại của Trung đoàn Bộ binh số 8 và các đội công binh Lục quân và Hải quân làm nhiệm vụ dọn dẹp chướng ngại vật trên bãi biển. Đợt thứ ba bắt đầu lúc 06:45, bao gồm tám xuồng LCT chở theo xe tăng Sherman DD và các máy xúc làm nhiệm vụ dọn dẹp bãi biển. Đợt thứ tư bắt đầu lúc 06:37, gồm tám xuồng LCM (Landing Craft Mechanized) và ba xuồng LCVP chở theo các đơn vị của Tiểu đoàn Công binh 237 và 299 làm nhiệm vụ hỗ trợ dọn dẹp bãi biển.
Các binh lính tham gia vào Chiến dịch Overlord, bao gồm Sư đoàn Bộ binh số 4 dự kiến đổ bộ lên Utah, rời doanh trại của họ vào nửa cuối tháng 5 và tập trung tại các điểm tập kết ven biển. Để giữ bí mật, các đơn vị được hạn chế tiếp xúc với người bên ngoài càng ít càng tốt. Các đơn vị bắt đầu lên tàu vận tải vào ngày 1 tháng 6, và 865 tàu của Lực lượng U (nhóm hải quân làm nhiệm vụ tại Bãi Utah) rời Plymouth vào ngày 3 và 4 tháng 6.
Việc hoãn cuộc xâm lược trong vòng 24 giờ do thời tiết xấu khiến nhiều đoàn vận tải phải quay đầu lại và sau đó vội vàng tiếp nhiên liệu tại Portland. Đoàn tàu vận tải U2A xuất phát từ Salcome và Dartmouth rời đi vào ngày 4 tháng 6 nhưng không nhận được thông báo rút quân, và đang hướng đến Pháp một mình. Một cuộc tìm kiếm gồm hai khu trục hạm được tổ chức nhưng không thành công, sau đó, một phi cơ trinh sát Supermarine Walrus đã xác định được vị trí của đoàn tàu vận tải và đã thả hai thông điệp được mã hóa trong hộp xuống biển; hộp mã hóa thứ hai được vớt lên khi đoàn vận tải cách Đảo Wight 30 dặm về phía nam và cách Normandie 36 dặm, sau khi đi được 150 dặm với vận tốc sáu hải lý/giờ. Đoàn tàu vận tải đó bao gồm khoảng 150 tàu và đang chuyên chở Sư đoàn Bộ binh số 4 của Thiếu tướng Raymond O. Barton.
Các tàu sau đó tập trung lại tại một điểm tập kết ở phía đông nam Đảo Wight để tập hợp thành một hạm đội để vượt qua Eo biển Manche. Các tàu quét mìn bắt đầu làm nhiệm vụ dọn mìn vào chiều ngày 5 tháng 6.

## Sự chuẩn bị của quân Đức
Thống chế Gerd von Rundstedt, tổng chỉ huy lực lượng quân đội Đức ở Mặt trận phía Tây, đã báo cáo lên Hitler  vào ngày 10 tháng 1943 về sự xuống cấp của các tuyến phòng thủ ở Pháp. Thống chế Erwin Rommel sau đó được bổ nhiệm làm giám sát quá trình nâng cấp và sửa chữa Bức tường Đại Tây Dương, với báo cáo rằng một cuộc đổ bộ của kẻ thù sẽ được thực hiện tại một bãi biển tại khu vực trải dài từ Hà Lan tới Cherbourg. Rommel tin rằng bờ biển ở Normandie có khả năng cao sẽ là bãi đổ quân của quân Đồng Minh, nên ông cho củng cố và mở rộng các lớp phòng thủ ở dọc Normandie. Ngoài các ụ súng máy bằng bê tông được đặt tại các vị trí chiến lược dọc bãi biển, Rommel đã cho đóng các cọc gỗ, cọc kim loại, mìn và các chướng ngại vật chống tăng lớn trên bãi biển để trì hoãn sự tiếp cận của tàu đổ bộ và cản trở sự di chuyển của xe tăng lên bãi biển. Nghĩ rằng quân Đồng Minh sẽ đổ bộ vào lúc thủy triều lên cao để binh lính được di chuyển nhanh hơn trên bãi biển hẹp, ông cho lắp đặt nhiều chướng ngại vật tại các điểm có thủy triều lên. Địa hình ở Utah khá bằng phẳng, không có mô đất cao để đặt các công sự. Bãi cạn gần như không có sự thay đổi lớn về độ sâu khi thủy triều lên xuống và chỉ đạt độ sâu không quá 730 m. Quân Đức đồng thời đã làm ngập các vùng đất trũng bằng phẳng ở phía sau bãi biển bằng cách đào các con suối và mở cửa đập ở cửa sông Douve để xả nước.
Đơn vị chịu trách nhiệm bảo vệ khu vực phía đông Bán đảo Contentin là Sư đoàn Bộ binh 709 của Trung tướng Karl-Wilhelm von Schlieben. Đơn vị này không được trang bị đầy đủ, thiếu phương tiện vận tải và phần lớn sử dụng vũ khí thu được từ quân đội Pháp, Liên Xô và Séc. Phần lớn binh lính của Sư đoàn là lính Ostlegionen (được tuyển từ hàng ngũ tù binh Nga, Séc, Ba Lan,..) và được coi là thiếu tin cậy. Khu vực cực nam rộng gần 10 km, được bảo vệ bởi 700 binh lính đóng tại chín cứ điểm chính cách nhau từ 1.000 tới 4.000 m. Các khu vực được ngăn cách nhau bởi hàng rào dây thép gai, bẫy chông và các cao điểm đều bị san phẳng khiến bãi biển và địa hình xung quanh trở nên trống trải và nguy hiểm cho các đơn vị bộ binh tiến vào. Sư đoàn Bộ binh 91 và Trung đoàn Dù số 6 của Đức được điều tới vào tháng 5 và đóng quân sâu trong đất liền với vai trò lực lượng dự bị. Nhận ra yếu tố này, quân Đồng Minh đã chuyển các bãi thả quân của lính dù lên phía đông nam.

## Lực lượng hai bên
| Quân đội Đức Quốc Xã | Quân Đồng Minh |
| --- | --- |
| - Sư đoàn Bộ binh 91 (Trung tướng Wilhelm Falley) - Trung đoàn Dù (Fallschirmjäger) số 6 (Tách ra từ Sư đoàn Dù số 2) - Hai tiểu đoàn từ Trung đoàn Grenadier 919, thuộc Sư đoàn Bộ binh 709, (Trung tướng Karl-Wilhelm von Schlieben) | - Quân đoàn VII (Thiếu tướng J. Lawton Collins) - Sư đoàn Bộ binh số 4 (Thiếu tướng Raymond O. Barton) - Tiểu đoàn Xe tăng 70 (Trung tá John Welbron) - Sư đoàn Bộ binh 90 (Chuẩn tướng Jay W. MacKelvie) - Trung đoàn Kỵ binh số 4 (Đại tá Joseph Tully) - Sư đoàn Không vận 82 (Thiếu tướng Matthew Ridgway) - Sư đoàn Không vận 101 (Thiếu tướng Maxwell D. Taylor) |

## Ngày D (6 tháng 6 năm 1944)

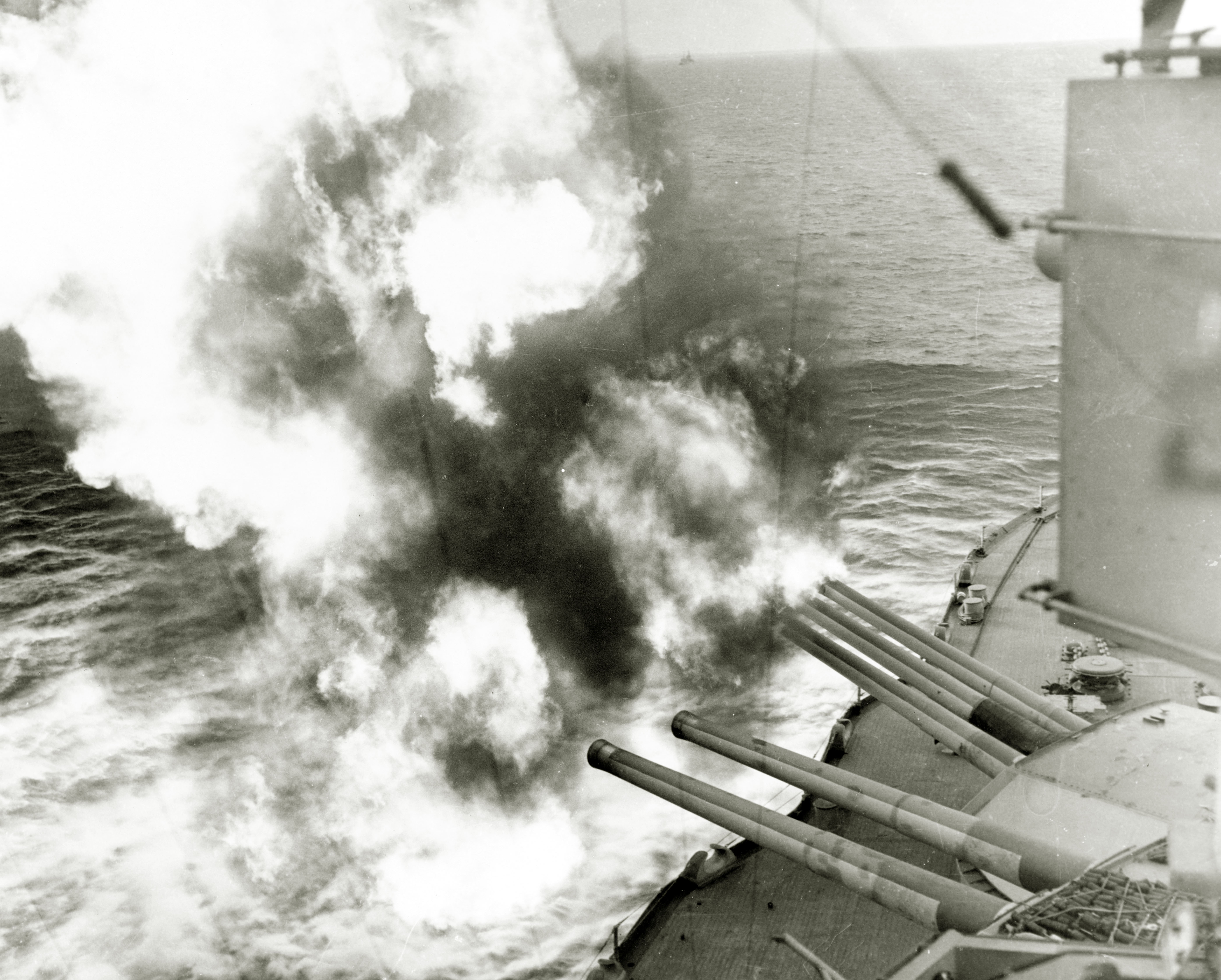
Thiết giáp hạm Nevada đang khai hỏa dàn pháo 14"/45 vào các mục tiêu ở bãi Utah, ngày 6 tháng 6 năm 1944

Chiến dịch không kích Normandie bắt đầu vào nửa đêm với việc hơn 2.200 máy bay ném bom của Anh và Mỹ tấn công vào các mục tiêu ở xung quanh bãi biển và trong đất liền. Hơn 1.200 máy bay đã cất cánh trước nửa đêm cùng với ba sư đoàn không vận của Mỹ và Anh đến các vụ trí thả quân ở sau phòng tuyến của Đức. Sư đoàn Không vận 101 bắt đầu đổ bộ lúc 01:30, có nhiệm vụ chiếm giữ các tuyến đường chính phía sau Utah và phá hủy hệ thống cầu đường qua sông Douve. Việc tập hợp đội hình gặp nhiều khó khăn do thiếu hoặc mất nhiều radio và bị địa hình cản trở. Sư đoàn Không vận 82 bắt đầu đổ bộ lúc 02:30, với mục tiêu là phá hủy hai cây cầu bắc qua sông Douve và chiếm giữ nguyên vẹn hai cây cầu ở sông Merderet. Họ nhanh chóng chiếm được các giao lộ quan trọng ở thị trấn Sainte-Mère-Église và tiến hành củng cố tuyến phòng thủ ở phía tây. Trung tướng Wilhelm Falley, chỉ huy Sư đoàn Bộ binh 91 Đức, bị một lính dù Mỹ bắn chết khi ông đang trên đường quay về sở chỉ huy ở Picauville sau buổi chơi bài ở Rennes. Hai tiếng trước khi lực lượng chính đổ bộ vào bãi biển, một nhóm xung kích gồm 132 người của Trung đoàn Kỵ binh số 4 đã đổ bộ lúc 04:30 tại Îles Saint-Marcouf, nơi được nghi ngờ là có một trạm quan sát của Đức. Trạm đó đã bị bỏ trống, tuy nhiên, hai lính Mỹ tử trận và 17 người khác bị thương do mìn và hỏa lực pháo binh của Đức.

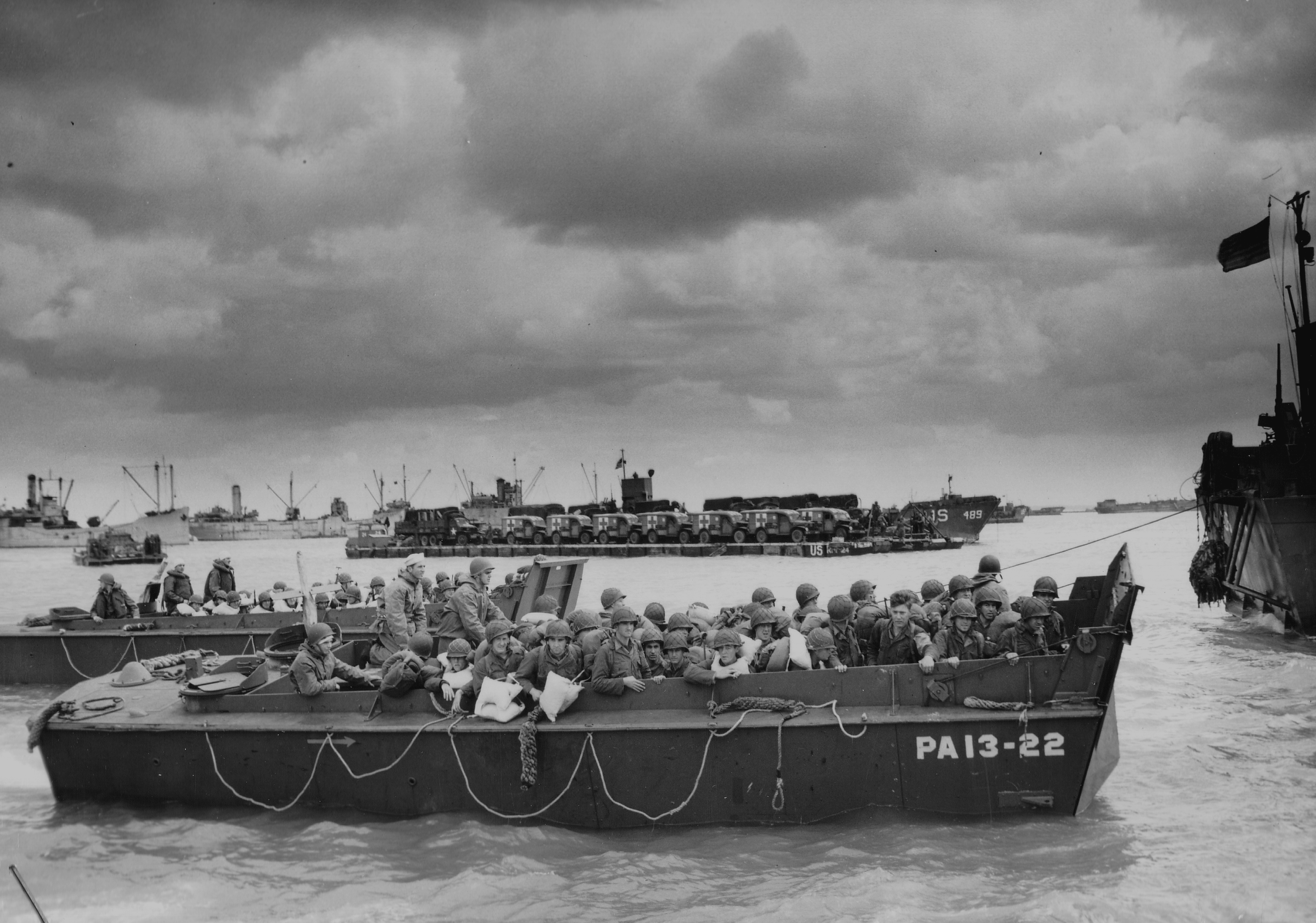
Xuồng đổ bộ LCVP của tàu USS Joseph T. Dickman (APA-13) đang chuẩn bị tiến vào Bãi Utah, sáng sớm ngày 6 tháng 6 năm 1944.

Khi các tàu vận tải của Lực lượng U tiến về điểm tập kết cách bãi biển khoảng 19 km, 5.000 binh lính của Sư đoàn Bộ binh số 4 và các đơn vị đổ bộ vào Utah bắt đầu lên tàu đổ bộ và di chuyển tới điểm chờ trong điều kiện biển động mạnh. 18 tàu làm nhiệm vụ hỗ trợ hỏa lực tại Utah, trong đó có thiết giáp hạm Neveda, tuần dương hạm Tuscaloosa của Hải quân Hoa Kỳ, tàu pháo Erebus và tuần dương hạm Hawkins của Hải quân Hoàng Gia Anh và tàu pháo Soemba của Hải quân Hoàng gia Hà Lan, bắt đầu oanh tạc các mục tiêu phía sau bãi biển lúc 05:45. Khu trục hạm Corry trúng mìn và chìm khi đang tránh hỏa lực phản pháo từ ụ pháo Marcouf, dưới sự chỉ huy của Đại úy Walter Ohmsen, từ trong đất liền (tuy nhiên những báo cáo ban đầu của thuyền trưởng lại cho rằng Corry bị đánh chìm bởi một loạt đạn pháo có cỡ nòng hạng nặng, trúng giữa tàu bên dưới mực nước trong khoang động cơ, khiến con tàu bị vỡ đôi và chìm). Do cuộc đổ bộ vào Utah và Omaha bắt đầu lúc 06:30 (sớm hơn một giờ so bãi của Anh và Canada), nên các khu vực này được bắn phá hơn 40 phút trước khi lực lượng đổ bộ bắt đầu tiến vào. Nhiệm vụ không kích được tiến hành trước đợt đổ bộ khoảng 20 phút, với sự tham gia của hơn 300 máy bay Martin B-26 Marauders. Do mây dày che phủ, các phi công quyết định ném bom ở độ cao thấp (1.200-1.800 m). Đợt ném bom đạt nhiều hiệu quả cao và họ chỉ mất hai máy bay.

### Đổ bộ

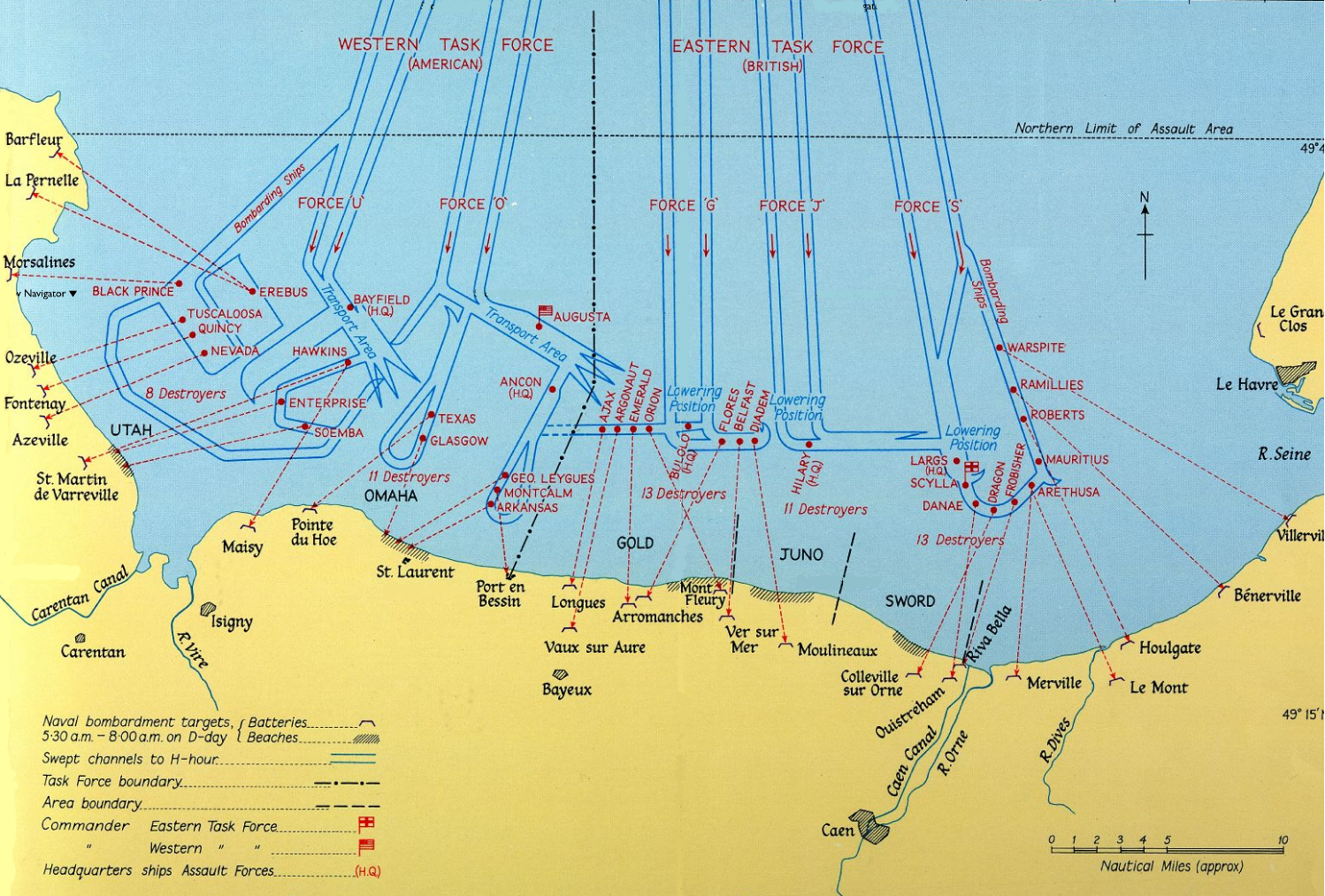
Bản đồ ghi lại vị trí bãi đổ bộ, vị trí bắn phá và vị trí của các tàu chiến Đồng Minh vào Ngày D. Utah nằm ở góc trái bức ảnh

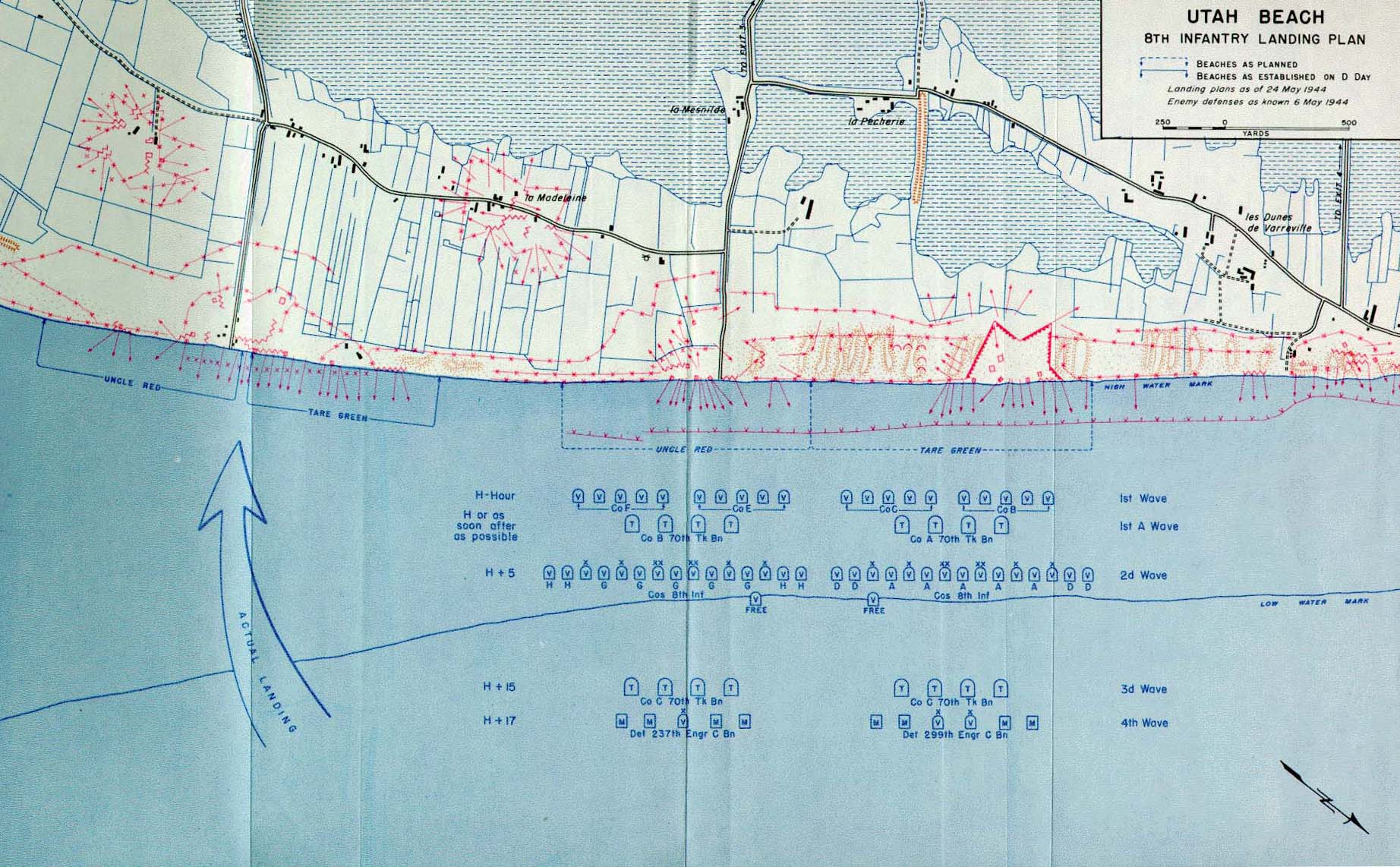
Sơ đồ đổ bộ vào Utah theo kế hoạch (phải) và thực tế (trái)

Đợt đổ bộ đầu tiên bao gồm 20 xuồng LCVP chở bốn đại đội của Tiểu đoàn 2, Trung đoàn Bộ binh số 8, tiến hành lúc 06:30. Đại đội B và C đổ bộ vào khu vực mang định danh Tare Green, và Đại đội E và F đổ bộ vào khu vực Uncle Red ở bên trái. Đại úy Leonard T. Schoroeder, chỉ huy đại đội F, là người đầu tiên đặt chân xuống bãi biển. Các tàu đổ bộ đã tiến xa về phía nam do các dòng chảy mạnh, và nhận ra họ đã đổ bộ tại gần khu vực Exit 2 ở Grand Dune, cách khu vực đổ bộ dự định của họ là Exit 3 khoảng 1,8 km, Phó chỉ huy Sư đoàn Bộ binh số 4, Chuẩn tướng Theodore "Teddy" Roosevelt Jr. đã đổ bộ cùng người của ông. Sau khi nhận ra họ đã đổ bộ vào sai vị trí, ông đã tự mình đi khảo sát khu vực đổ bộ. Teddy Rossevelt thấy khu vực này có vị trí thuận lợi hơn vì chỉ có một trọng điểm so với hai trọng điểm ở khu vực dự tính, và nó đã bị phá hủy bởi đợt không kích của nhóm B-26 buổi sáng hôm đó. Ngoài ra, các đợt sóng mạnh buổi sáng đã quét đi gần hết số chướng ngại vật được đặt ở dưới mặt nước. Teddy sau đó quay về điểm đổ bộ và liên lạc với hai tiểu đoàn trưởng là Trung tá Conrad C. Simmons và Carlton O. MacNeely của hai tiểu đoàn đổ bộ đợt sau để phối hợp tấn công ở điểm đổ bộ mới. Thay vì tốn thêm thời gian để đưa quân về địa điểm đổ bộ cũ, tướng Teddy Roosevelt đưa ra quyết định qua một câu nói nổi tiếng "Chúng ta sẽ bắt đầu trận chiến ngay tại đây" ("We'll start the war from right here!") và truyền lệnh tới các đơn vị phía sau về khu vực đổ bộ mới.
Đợt đổ bộ thứ hai bao gồm 32 xuồng LCVP lên bờ lúc 06:35. Đại đội A và D của Tiểu đoàn 1, Trung đoàn Bộ binh số 8, đổ bộ vào khu vực Tare Green và Đại đội G và H đổ bộ vào khu Uncle Red. Đổ bộ cùng họ là các đơn vị công binh Lục quân và đội phá dỡ làm nhiệm vụ phá hủy và dọn dẹp các chướng ngại vật trên bãi biển.
Các đơn vị của Tiểu đoàn Xe tăng 70, bao gồm 32 xe tăng M4A1 Sherman DD chở trên tám xuồng LCT, dự tính đổ bộ vào bãi biển trước lực lượng bộ binh khoảng 10 phút. Tuy nhiên, gió mạnh đã khiến họ đổ bộ chậm 20 phút, dù họ đã thả xe tăng ở vị trí cách bãi biển 1.400 m thay vị 4.600 m so với kế hoạch ban đầu. Trong lúc tiến vào, Xuồng LCT-(6)593 đã đâm phải mìn ở vị trí cách bãi biển khoảng 4,8 km, khiến toàn bộ bốn xe tăng của Đại đội A và phần lớn thành viên tử trận, chỉ duy nhất một người sống sót (Trung sĩ Glenn E. Gibson). 28 xe tăng còn lại lên bờ an toàn.

Đợt thứ ba đổ bộ lúc 06:45, gồm 16 xe tăng Sherman và tám máy xúc của Tiểu đoàn Xe tăng 70. Đợt bốn đổ bộ ngay sau, với tám xuồng LCM và ba xuồng LCVP chở hai Đại đội Công binh 237 và 299 làm nhiệm vụ dọn dẹp bãi biển.

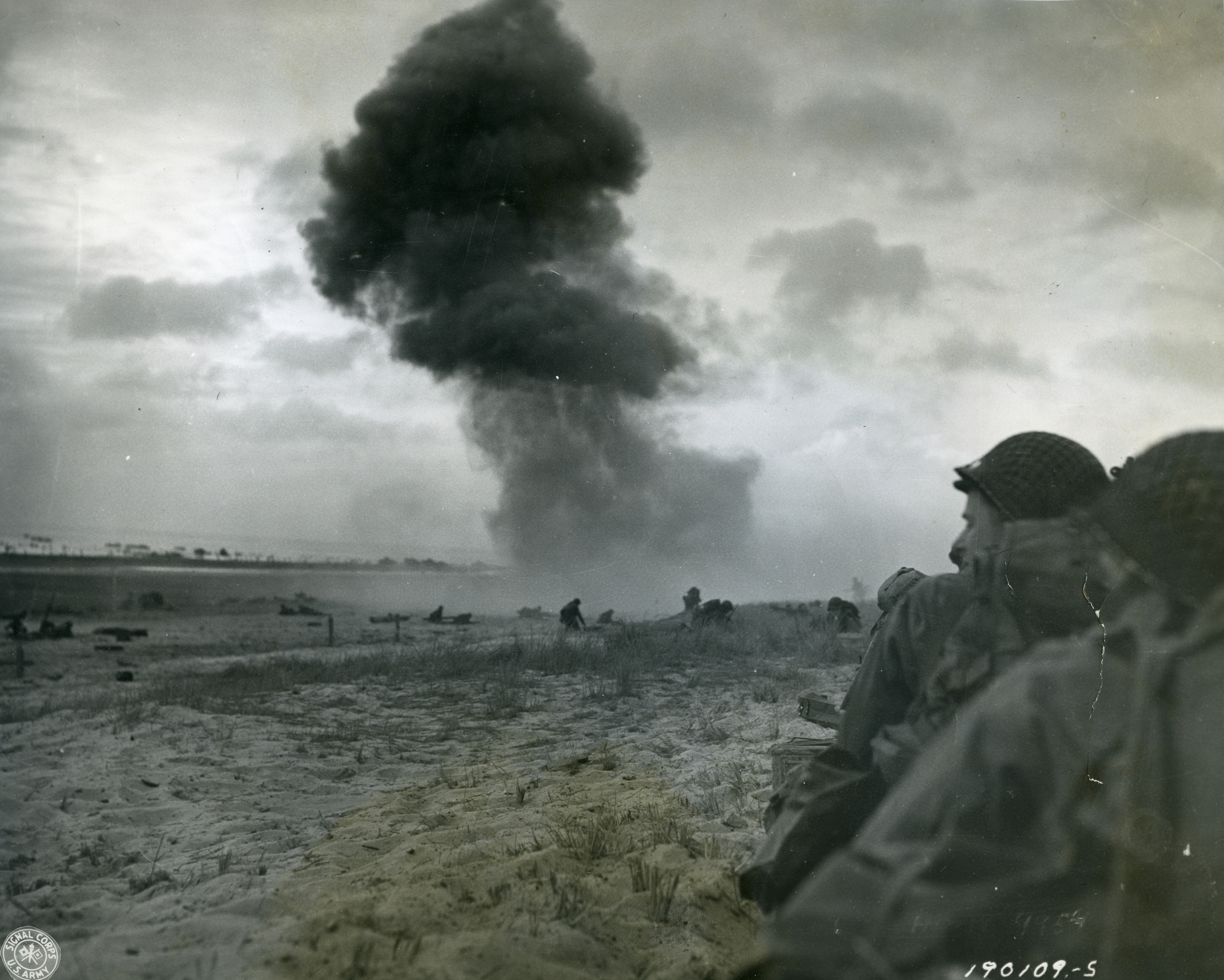
Một đạn pháo 88 mm phát nổ tại Bãi Utah của Sư đoàn Bộ binh số 4, 6 tháng 6 năm 1944

Đại đội B gặp kháng cự nhỏ tại dãy nhà ven con đường dẫn đến cứ điểm WN7 gần La Madeleine, ở phía tây bắc  La Grande Dune và cách biển khoảng 550 m. Họ sau đó gặp kháng cự yếu ớt ở WN7, sở chỉ huy của Tiểu đoàn 3, Trung đoàn Grenadier 919. Đại đội C nhanh chóng vô hiệu hóa cứ điểm WN5 tại La Grande Dune, vốn đã bị vô hiệu hóa sau đợt không kích của máy bay ném bom. Đại đội E và F tiến sâu vào đất liền khoảng 640 m tới cứ điểm WN4 tại La Dune, và nhanh chóng chiếm giữ sau một trận đụng độ nhỏ. Họ sau đó di chuyển về phía nam song song với bãi biển theo Đường số 1. Đại đội G và H di chuyển về phía Nam dọc theo bãi biển về cứ điểm WN3 ở Beau Guillot, Họ bắt gặp một bãi mình và chịu hỏa lực súng máy bắn trả của quân Đức. Tiểu đoàn Xe tăng 70 có nhiệm vụ vô hiệu hóa các cộng sự này, nhưng các cộng sự được bộ binh vô hiệu hóa nhanh chóng nên những đóng góp ban đầu của họ rất ít. Trong khi đó, các đợt quân tiếp viện tiếp tục đổ bộ lên bãi biển.
Việc phá mìn và dọn chướng ngại vật trên bãi biển phải được hoàn thành nhanh chóng trước khi thủy triều lên lúc 10:30, và công việc này được giao cho Tiểu đoàn Công binh 237 và 299 với tám máy xúc. Họ dùng thuốc nổ để phá các chướng ngại vật và phá các lớp tường để binh lính và xe cộ có thể dễ dàng di chuyển vào đất liền.

### Tiến vào đất liền

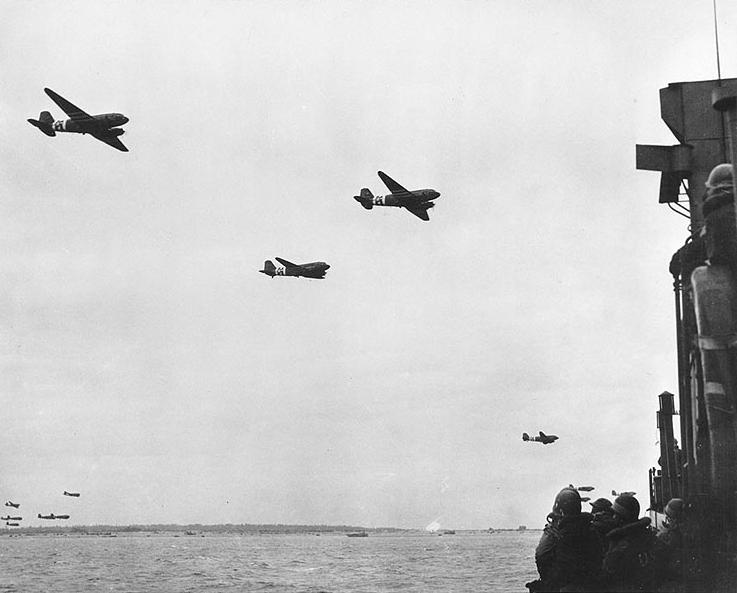
Một nhóm máy bay vận tải Douglas C-47 Skytrain đang bay qua hạm đội Đồng Minh ở ngoài khơi Bãi Utah, 6 tháng 6 năm 1944.

Nhiệm vụ tiếp theo của Sư đoàn Bộ binh số 4 là phải di chuyển sâu vào trong đất liền trên ba tuyến đường chính để hội quân với Sư đoàn Không vận 101. Tiểu đoàn 2 cùng vài xe tăng tiến vào theo Đường số 1 về Poupeville, và họ nhận ra thị trấn này đã được Tiểu đoàn 3, Trung đoàn Bộ binh Nhảy dù 501 chiếm giữ. Vài nhóm lính Đức bị kẹt giữa hai đơn vị lính Mỹ đã đầu hàng nhanh chóng. Đường số 2, tuyến đường nối thẳng với La Grande Dune, trở thành đoạn đường chính để tiến ra khỏi bãi biển. Để kiểm soát được đoạn đường này, lính Mỹ phải chiếm được thị trấn Ste. Marie du Mont cách đó 4,8 km. Quân Đức đã cho phá hủy một cây cầu nhỏ bắc qua một dãy cống, khiến việc di chuyển bị chững lại. Đường số 2 gặp ùn tắc nghiêm trọng nên một số đơn vị đã chọn cách lội qua những khu vực bị ngập ven đường. Có hàng trăm lính phòng thủ Đức đóng trong và xung quanh Ste. Marie du Mont, bao gồm các thành phần từ Trung đoàn Dù số 6 và Sư đoàn Bộ binh số 91. Trung đoàn Nhảy dù 506 đã tấn công và phá hủy các khẩu pháo của quân Đức ở Holdy và Brécourt Manor và chiếm thị trấn Ste. Marie du Mont để mở đường cho Tiểu đoàn 3, Trung đoàn Bộ binh số 8 tiến vào. Tiểu đoàn 1 di chuyển trên Đường số 3 dẫn tới Audouville-la-Hubert, vốn đã được chiếm bởi Trung đoàn Bộ binh Nhảy dù 502 vào rạng sáng.
Trong lúc đó, Tiểu đoàn 3, Trung đoàn Bộ binh 22 cùng 5 xe tăng tiến về phía bắc dọc theo bãi biển, có nhiệm vụ vô hiệu hóa càng nhiều cứ điểm của Đức càng tốt. Họ nhận ra rằng hỏa lực của xe tăng chỉ có thể phá hủy các lô cốt bê tông bằng phát đạn trực tiếp vào các khe thông khí, nên họ đã gọi hỏa lực pháo của Hải quân ở ngoài khơi. Vào buổi chiều, họ hội quân cùng Trung đoàn Bộ binh 12, một đơn vị đã di chuyển trực tiếp qua các bãi ngập để đến một vị trí rất xa so với mục tiêu của họ trong ngày, để tạo một vành đai phòng thủ ở phía bắc bãi biển. Ở phía nam bãi biển, hơn 3,000 lính dù của Trung đoàn Dù (Fallschirmjäger) số 6 Đức đã tiến vào Saint-Côme-du-Mont, và đã chặn đứng đà tiến của Trung đoàn Nhảy dù 501 trong Ngày D.
Tại trung tâm đất liền, Sư đoàn Không vận 82 nhanh chóng lập tuyến phòng thủ xung quanh Sainte-Mère-Église một phần nhờ Trung úy Turner Turnbull cùng trung đội 43 người của anh, họ đã chặn đà tấn công của lính Đức nhằm tái chiếm một giao lộ tiến vào thị trấn hơn hai tiếng đồng hồ. Một lực lượng được chỉ huy bởi Đại tá Edson Raff bao gồm 16 xe tăng Sherman từ Tiểu đoàn Xe tăng 746, bốn xe thiết giáp và một tiểu đội bộ binh đã mở đường vào hỗ trợ, nhưng bị chặn lại do gặp kháng cự của quân Đức ở vị trí cách thị trấn 3,2 km về phía nam. Lực lượng tiếp viện chuyên chở bằng tàu lượn tiến vào lúc 04:00 và 21:00, đem theo binh lính và trang thiết bị bổ sung. Như những tốp lính dù đổ bộ trước đó, nhiều toán tàu lượn đã hạ cánh xa hơn vị trí dự định của họ. Nhiều tàu lượn gặp khó khăn mang hàng hóa nặng và phải hạ cánh trên địa hình trơn và ướt, nên xảy ra nhiều tai nạn và thương vong nghiêm trọng. Quân Đức cũng gây ra nhiều thiệt hại cho các đơn vị tàu lượn, với tổn thất nặng nề được gây ra ở khu vực gần Sainte-Mère-Église. Lính dù nhảy ở khu vực phía tây sông Merderet bị phân tán rộng rãi và bị bao vây. Quân Đức sau đó đã thiết lập tuyến phòng thủ xung quanh sông Merderet, khiến việc tiếp viện lính dù gặp nhiều trì hoãn. Trong vòng 36 giờ, Sư đoàn Không vận 82 không thể liên lạc được với bất kì đơn vị nào khác và với tướng Collins trên tàu USS Bayfield.
Sư đoàn Không vận 82 được tiếp quản và thay thế bởi Sư đoàn Bộ binh 90, và họ rút quân lúc 16:00 và tập trung ở bãi biển ngày 8 tháng 6. Mục tiêu ban đầu của Sư đoàn 90 là tiến lên phía bắc về khu cảng ở Cherbourg, nhưng Collins đã thay đổi kế hoạch: họ sẽ cắt ngang Bán đảo Cotentin, cô lập quân Đức trong khu vực và ngăn chặn các đợt tiếp viện của quân Đức vào khu vực. Tuy nhiên, Sư đoàn 90 không đạt được mục tiêu đề ra, và họ được thay thế bởi hai đơn vị nhiều kinh nghiệm hơn là Sư đoàn Không vận 82 và Sư đoàn Bộ binh số 9. Hai đơn vị tiến về phía tây của Cotentin vào ngày 17 tháng 6 và cô lập Cherbourg. Trung đoàn bộ binh số 4 và 79 và Sư đoàn Bộ binh số 9 đã giành kiểm soát được khu vực Bán đảo sau đợt giao tranh ác liệt. Cherbourg thất thủ vào ngày 26 tháng 6, nhưng vào thời điểm quân Đồng Minh chiếm được Cherbourg, hệ thống cảng và nhiều công trình trong khu vực đã bị quân Đức phá hủy trước khi đầu hàng. Sau ba tháng sửa chữa, cảng Cherbourg được đưa vào hoạt động trở lại và bắt đầu tiếp nhận hàng hóa tiếp tế cho quân Đồng Minh chiến đấu ở Mặt trận phía tây.

## Kết quả

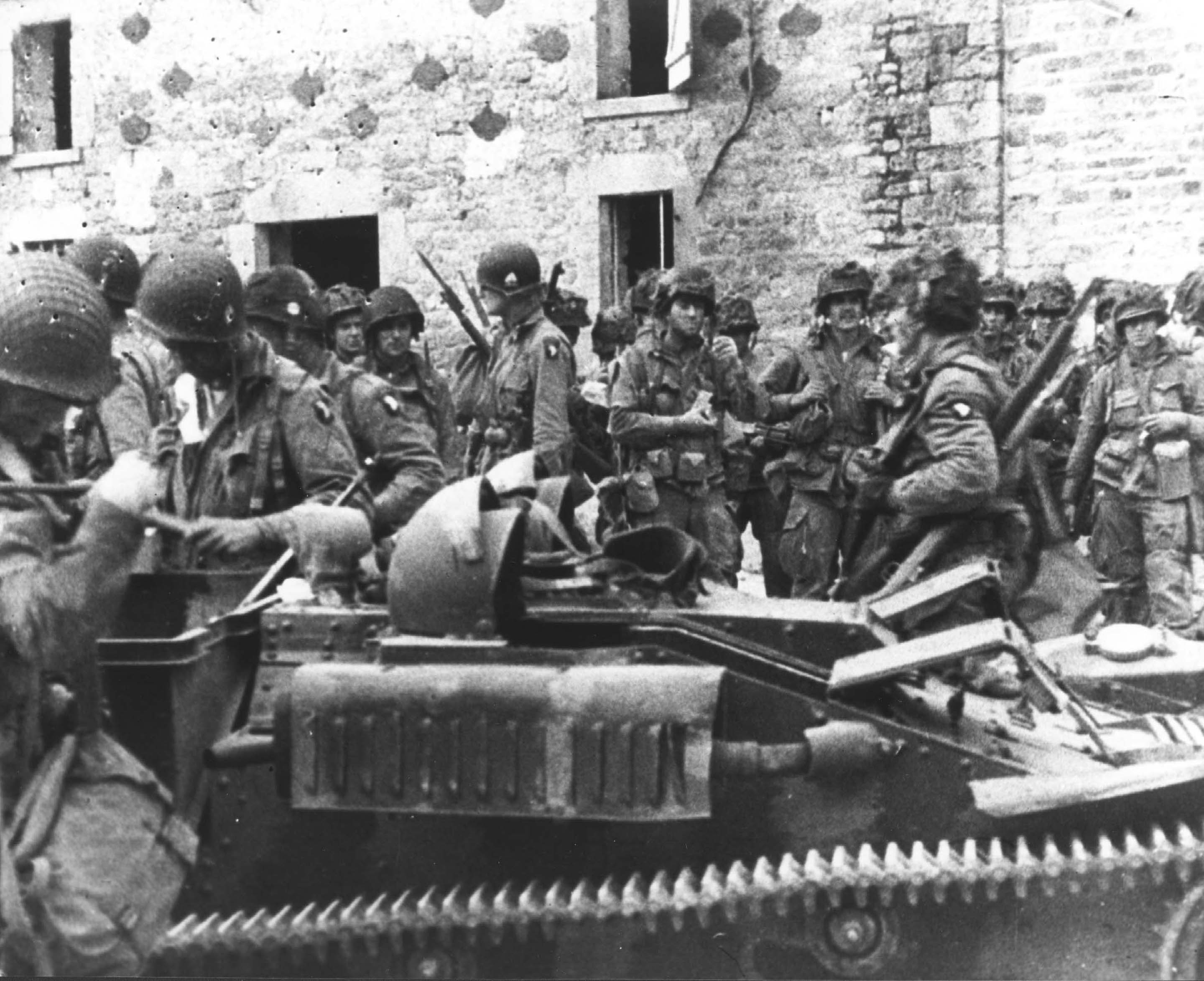
Lính dù thuộc Sư đoàn Không vận 101 tại một ngôi làng ở St. Marcouf, 8 tháng 6 năm 1944

Sư đoàn Bộ binh số 4 không đạt được hết những mục tiêu đề ra trong Ngày D tại Utah, chủ yếu là do họ đổ bộ quá xa về phía nam. Họ chịu thương vong 197 người. Thương vong của lính dù là hơn 2.500 người trong tổng số 14.000 lính được thả từ máy bay hoặc được chuyển vào bằng tàu lượn. Khoảng 700 thương vong khác xuất phát từ các đơn vị công binh, Tiểu đoàn Xe tăng 70, các xuồng LCT và những tàu khác bị đánh chìm bởi pháo binh Đức. Thương vong của quân Đức không rõ.
Lực lượng đổ bộ vào Utah đã chiếm bãi biển trong vòng chưa đầy một giờ, và tiến sâu hơn 9,7 km vào trong đất liền đến cuối Ngày D. Hai giờ sau đợt đổ bộ, Sư đoàn Không vận 82 đã chiếm thành công các giao lộ quan trọng ở Sainte-Mère-Église, nhưng gặp thất bại khi không vô hiệu hóa được tuyến phòng thủ của quân Đức tại khu vực sông Merderet theo kế hoạch. Nhiều đơn vị lính dù bị thả ở vị trí xa hơn các vị trí dự tính ban đầu của họ khiến họ không thể hoàn thành được toàn vụ nhiệm vụ đề ra trong Ngày D. Dù vậy, việc thả quân lộn xộn này đã gây tâm lý hoang mang cho giới chỉ huy của Đức vì không rõ được ý đồ thực sự của việc rải quân này.
Sư đoàn Bộ binh số 4 đã phải đối mặt với các đơn vị lính Đức yếu thế hơn với nhiều lính nghĩa vụ và tù binh chiến tranh, phần lớn những đơn vị giỏi nhất đã được thuyên chuyển sang Mặt trận phía Đông. Quân Đồng Minh tiếp tục duy trì lợi thế kiểm soát bầu trời, điều khiến quân Đức không thể triển khai được các đợt trinh sát ở khu vực nước Anh tại thời điểm trước cuộc xâm lược và gần như không thể thực hiện được các đợt xuất kích vào Ngày D. Các đợt trinh sát đã đem lại nhiều thông tin hữu ích như bản đồ và địa hình cụ thể cho lực lượng đổ bộ. Không như Bãi Omaha, các đợt không kích của máy bay ném bom ở Utah đạt nhiều hiệu quả cao. Sự thiếu quyết đoán và cơ cấu chỉ huy quá phức tạp của bộ chỉ huy cấp cao Đức cũng là một yếu tố dẫn đến thành công của quân Đồng Minh tại Utah và trong suốt chiến dịch Normandie.

### Sách tham khảo
- Balkoski, Joseph (2005). Utah Beach: The Amphibious Landing and Airborne Operations on D-Day, ngày 6 tháng 6 năm 1944. Mechanicsburg, PA: Stackpole Books. ISBN 0-8117-0144-1.
- Beevor, Antony (2009). D-Day: The Battle for Normandy. New York; Toronto: Viking. ISBN 978-0-670-02119-2.
- Buckingham, William F. (2004). D-Day: The First 72 Hours. Stroad, Gloucestershire: Tempus. ISBN 978-0-7524-2842-0.
- Caddick-Adams, Peter (2019). Sand and Steel: A New History of D-Day. London: Hutchinson. ISBN 978-1-84794-8-281.
- Ford, Ken; Zaloga, Steven J (2009). Overlord: The D-Day Landings. Oxford; New York: Osprey. ISBN 978-1-84603-424-4.
- Gilbert, Martin (1989). The Second World War: A Complete History. New York: H. Holt. ISBN 978-0-8050-1788-5.
- Lee, Demorris A. (ngày 6 tháng 6 năm 2008). "For Largo man, D-day is like yesterday". St. Petersburg Times. Bản gốc lưu trữ ngày 24 tháng 5 năm 2014. Truy cập ngày 16 tháng 10 năm 2014.
- Margaritis, Peter (2019). Countdown to D-Day: The German Perspective. Oxford, UK & PA, USA: Casemate. ISBN 978-1-61200-769-4.
- Tucker-Jones, Anthony (2018). D-Day 1944: The Making of Victory. Gloucestershire, England: The History Press. ISBN 978-0-7509-8803-2.
- Whitmarsh, Andrew (2009). D-Day in Photographs. Stroud: History Press. ISBN 978-0-7524-5095-7.
- Wilmot, Chester (1997) [1952]. The Struggle For Europe. Ware, Hertfordshire: Wordsworth Editions. ISBN 1-85326-677-9.